# 希拉湖
希拉湖是俄羅斯的鹹水湖，位於哈卡斯共和國內，距離克拉斯諾亞爾斯克340公里、阿巴坎160公里、別廖湖8公里，湖泊長9.5公里、闊5公里，面積35平方公里，最大深度21米，鹽度17g/L至20g/L，湖泥有治療作用。